# 전기소설
전기소설(傳奇小說)은 주로 중국의 당송 시대에 쓰여진 단편소설. 육조의 지괴 소설에서 발전해 성립했다. 당대전기, 당송전기라고도 부른다. 이것들을 바탕으로 한 후대의 작품을 부르기도 한다 (아쿠타가와 류노스케 「두자춘」 등).

## 육조지괴로부터 당송전기에

### 성립과 발전
육조 시대의 지괴 소설에서는 초자연적인 괴이담이나 일화를 기록으로서 경개 정도로 적고 있던, 원래의 「소설」적인 것이었던 것이, 당대가 되면 작자의 창작한 복잡한 이야기가 되어, 문장도 수사에 열중한 것이 되었다. 그 과정에서, 지괴의 무렵의 「괴」를 그리는 것이 반드시 필수의 조건이 아니고, 「앵앵전」이나 「리왜전」과 같이, 현실에 기인한, 「괴」의 등장하지 않는 작품군(산중 유곽에서 기생과 친분을 통하는 「재자 가인 소설」)도 나타나게 되었다. 그 점에서, 당의 이러한 전기 소설은, 그 후의 중국 문학에서의 현대 중국어의 구어 작품의 전조가 되어 갔다.
고래부터 논어에서 「자불어괴력난신」이라고 기술된 영향이 길게 남아 있었지만, 당대에는 이것에의 구애는 얇아져, 시인인 고황은 공자의 뜻은 「자시어」라 말해, 괴이담담의 창작에 공감을 나타냈다. 당대 최초기의 작품이라고 해지는 왕도 「고경기」에서는 고경의 영험에 의한 요괴 퇴치의 이야기를 기술했다. 안사의 난 이후의 당중기의 무렵에는 진현우, 심기제, 이공좌, 원진, 진홍, 백행간, 장방 등 많은 전기 소설이 쓰여졌다. 만당에는 우승유의 「현괴록」, 이복언 「속현괴록」, 설어사 「카토기」등의 작품집도 짜지게 되었다. 「현괴록」에 거두어진 「두자춘」은 현장이 전한 인도의 바라나시의 전설을 번안한 것 중 하나로, 당대에서의 명작으로 여겨진다. 물고기에 전성하는 이야기인 설위 「어복기」도 후세에 여러가지로 번안된다(명대의 풍몽룡 「설록사어복증선」, 에도시대의 우에다 아키나리 「우월 이야기」 등). 「유선굴」작자의 장문성의 자손의 장독에 의한, 「선실지」에 거두어진 「리징」은 사람이 호랑이로 변신하는 이야기로, 명대의 「고금설해」등의 선집에서는 리경량 「인호전」이라고도 전해져 이것을 바탕으로 나카지마 아쓰시 「산월기」가 쓰여졌다. 황보매 「록교」는 모리 오가이 「어현기」가 되었다.

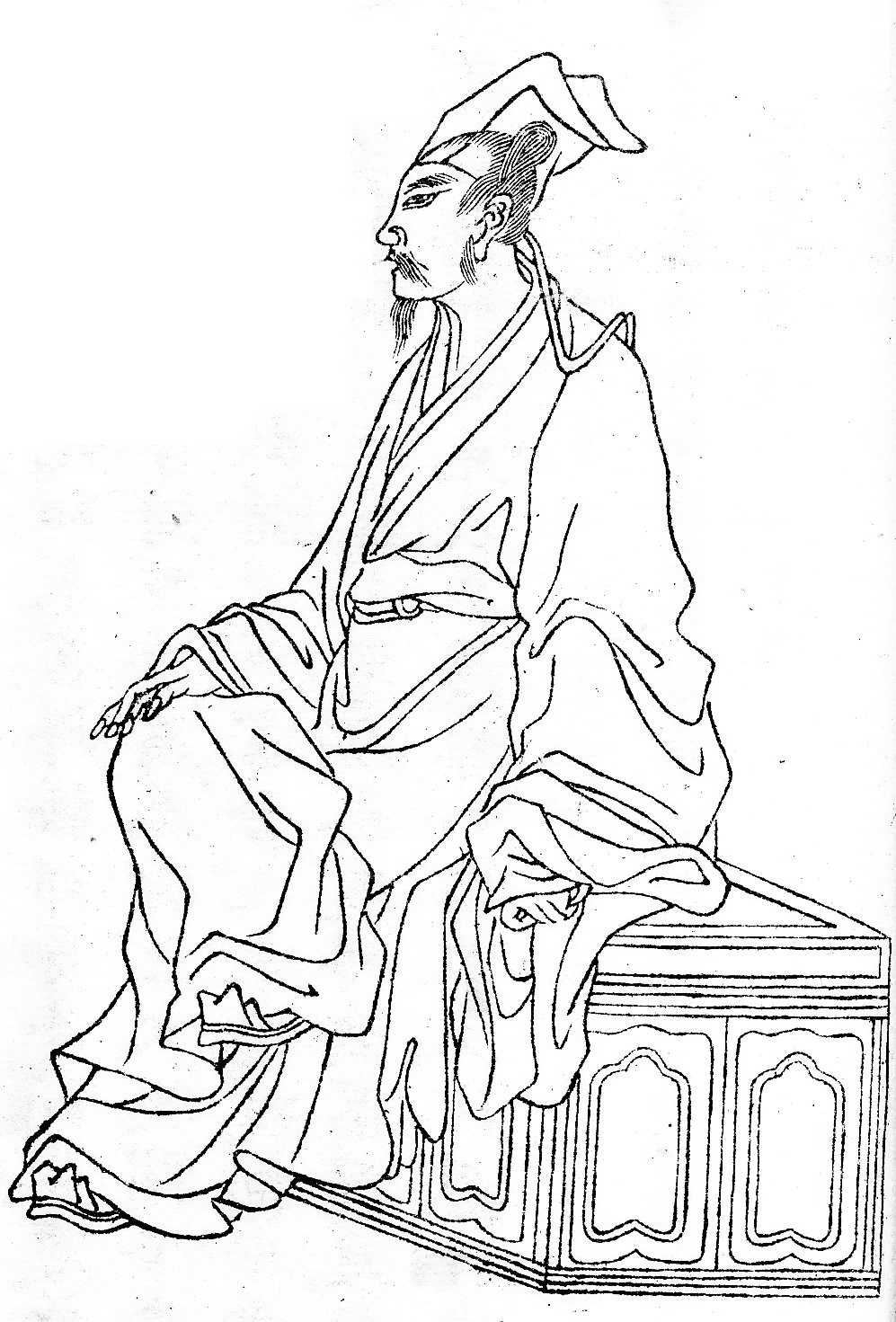
「앵앵전」 등을 저술한 원진

진홍과 백거이는 구승 문예에 흥미를 가져, 「중국 당의 백거양의 장편 고시 이야기」에서는 진홍이 산문 부분, 백거이가 운문 부분(장한가)을 담당했다. 이 시와 소설의 구성은 당시의 작품의 전형이기도 하다.
송대에는 구승 문예 가까운 구어문장어로 쓰여진 소설이 출현한다. 또 상업의 발전에 따라 상인의 생활도 많이 그려지게 되었다. 홍매는 당대의 전기 소설이 당시에 뒤떨어지지 않고 뛰어난 것을 인정해 괴이담의 수집이나 집필을 실시해 「위견지」에 정리했다.

### 후대의 영향
명대에는 당대에 모방한 문언 단편 소설집 「전등신화」가 나타나고, 그 모방도 속출해, 한층 더 「태평광기」가 자주 유용되는 등, 전기적인 기호가 퍼져, 청대에는 「료재지이」가 쓰여졌다.
근대가 되어 노신 「당송전기집」, 왕벽강 「중국인 소설」등에 의해 연구가 진행되었다.

### 주된 작품
당대
- 작자 미상 「보강총흰색 원숭이전」-처를 원숭이에 빼앗긴 주인공이 아내를 탈환하는 이야기.
- 두자춘전 - 아쿠타가와 류노스케 작 「두자춘」의 원작.
- 장작「유선굴」-주인공이 선경에서 아름다운 선녀와 친분을 통하는(운우=정사 장면을 연기한다) 이야기.
- 원진 「앵앵전」-학생과 먼 친척의 딸의 연애 이야기. 원진 자신의 체험이라는 설도 있다. 명청의 재자 가인 소설이나 희곡에 넓게 영향을 미쳤다.
- 심기제 「침중기」 · 「임씨전」 - 「침중기」는 주인공이 더없는 영화를 누리지만 실은 그것이 일순간의 꿈이었다는 이야기. 「긴꼬리꿈의 베개」의 이야기로서 저명. 「임씨전」은 녀요호를 주인공으로 한 이류 혼인담.
- 진현우 「리혼기」-떨어져 떨어지가 된 소꿉친구가 연결되었지만, 실은 유체 이탈하고 있었다는 이야기.
- 진홍 「중국 당의 백거양의 장편 고시 이야기」
- 황보매 「사미즈소독」(「록교」-여성 시인어현기의 이야기)

송대
- 홍매 「오소원외」 「타이유완의낭」
- 유부 「청쇄고의」(「왕사」-제비의 나라를 방문하는 이야기)

등

## 일본의 현대적 전기 소설
중국이나 일본의 고전적인 전승이나 설화 등에 있는 괴기한 사건이나, 작자 독자적인 상상에 의한 사실과는 다른 역사를 소재로 한 소설. 「봉인된 고문서」 「저주받은 옛집의 혈통」 「어느 곳에 전해지는 풍습」 「역사의 뒤무대에서 암약한 비밀 조직」 등에, 가끔 초상현상이나 초능력 등도 가미되어 이야기가 전개한다. 판타지적 요소의 강한 스타일을 전기 로망이라 하기도 한다.

### 시대와 작품
다이쇼 시대에 아쿠타가와 류노스케는 「지금과 옛날 이야기」 등에 소재를 취한 왕조물이나, 중국의 설화를 바탕으로 한 「술충」(1916년)이나 「두자춘」(1920년) 등을 써, 다니자키 준이치로도 중국을 무대로 한 「인어의 한탄」(1917년)이나, 후에 전기시대 소설 「무주공비화」(1931-32해) 등을 쓰고 있었다. 메이지 시대로부터 모험 소설 등에서 활약한 에미 스이인도 전기적인 시대 소설을 집필했다.
「강담 잡지」편집장 이쿠타 쵸우스케에 찾아내지고, 시라이 교지가 1920년부터 「둔갑술당신 와 야」, 1922년에 「기적 오나라와 월나라 이야기 책」을 연재하면, 아쿠타가와 류노스케는 「그토록의 것을 공상으로 썼다고 하면, 굉장한 것」이라고 평가해, 1922년에는 역시 이쿠타가 부른 구니에다 시로가 「조카츠라기증잔」을 연재한다. 이것들은 황당 무계라고도 말할 수 있는 공상력에 의한 작품이면서, 지금까지의 다츠카와 문고와 같은 작품에 비해 어른의 읽을 거리로서 성립된다. 1924년에는 요시카와 에이지가 신잡지 「킹」으로 「검난 여난」, 1926년에는 「나루토비첩」라고 현난인 작품으로 인기를 얻었다. 노무라 코도는 포물첩 외에 「미남 사냥」(1929년), 「은밀 재수」(1941년)이라는 전기 작품을 남긴다.
미카미 오토키치는 수수께끼와 서스펜스를 집중시킨 작풍으로, 「설지승변화」등의 시대 소설도 남겼다. 미카미가 높게 평가한 츠노다 키쿠오는 탐정 소설적 수법을 구사한 작품, 1935년에 「요기전」으로 전기 소설 작가로서 인정되어 그 다음에 「풍운 장기골짜기」 「촉루전」 「날밑명재수생」등을 발표하고, 인기 작가가 되었다.
전후가 되어 야마다후로타로가 수많은 닌자 소설에 가세하고, 「요이카나카메매화」(1954년) 등 기발한 전기 소설을 썼다. 또 역사 작가인 사오토메 미쓰구도 「죽음의 신은 승복을 입는다」(1971년), 「묘마악전기」(1974년) 등 많은 전기 소설이 있다. 만년의 이시카와 준은 「지복 천년」(1967년), 「광풍기」(1980년) 등 분방한 전기 소설을 세상에 내 지지를 모았다.
1968년에 구니에다 시로 「신주 홀치기 염색성」이 복간되면, 이것을 미시마 유키오가 높게 평가해, 이 분야의 작품의 재평가의 기운이 높아졌다. 그 중에 한무라 료가 「돌의 혈맥」(1971년), 「산 령산비록」(1973년)등의 전기 SF로 불리는 스케일이 큰 작품을 낳는다. 그 다음에 타니 코우세이 「온갖 도깨비 전설」(1982-88해), 아라마타 히로시 「제국의 수도 이야기」(1985-87해), 다카하시 카츠히코 「총문골짜기」(1985년), 유메마쿠라 바쿠 「음양사」(1988년)이라는 전기 로망, 전기 액션, 전기 바이올렌스로 불리는 작품군이 인기를 얻어, 이후 동종의 작품의 붐이 되었다.

## 같이 보기
- 중국 문학
- 전기 (중국의 문학)

## 참고 문헌
- 「당송전기집」이마무라 요시오 역, 이와나미 서점 1988년
- 포송령 「료재지이」타츠마 쇼우스케 역, 이와나미 서점, 1997년
- 아즈마 마사오, 이시도우 란 「일본 환상 작가 명감」환상 문학 출판국 1991년
- 나와타 카즈오 편 「마계에의 초대 시대 소설의 즐거움 11」신쵸오샤 1995년
- 시무라 쿠니히로 편 「괴기·전기시대 소설 선집」순요도 서점 1999년
- 오오무라 히코지로우 「시대 소설 성쇠사」지쿠마 서점 2012년

| 연대          | 선진       | 한                 | 육조 시대    | 수당         | 송   | 원 | 명청         | 현대            |
| ------------- | ---------- | ------------------ | ------------ | ------------ | ---- | -- | ------------ | --------------- |
| 운문          | 시경, 초사 | 사부, 고체시, 악부 | 고체시, 변부 | 근체시, 유부 | 사   | 곡 | 근체시, 연극 | 신사, 현대 가사 |
| 비운문(非--)  | 산문       | 산문               | 변문         | 전기, 변문   | 고문 | -- | 장회소설     | 백화문, 소설    |
| v • d • e • h |            |                    |              |              |      |    |              |                 |